# Tel Aviv Central Bus Station

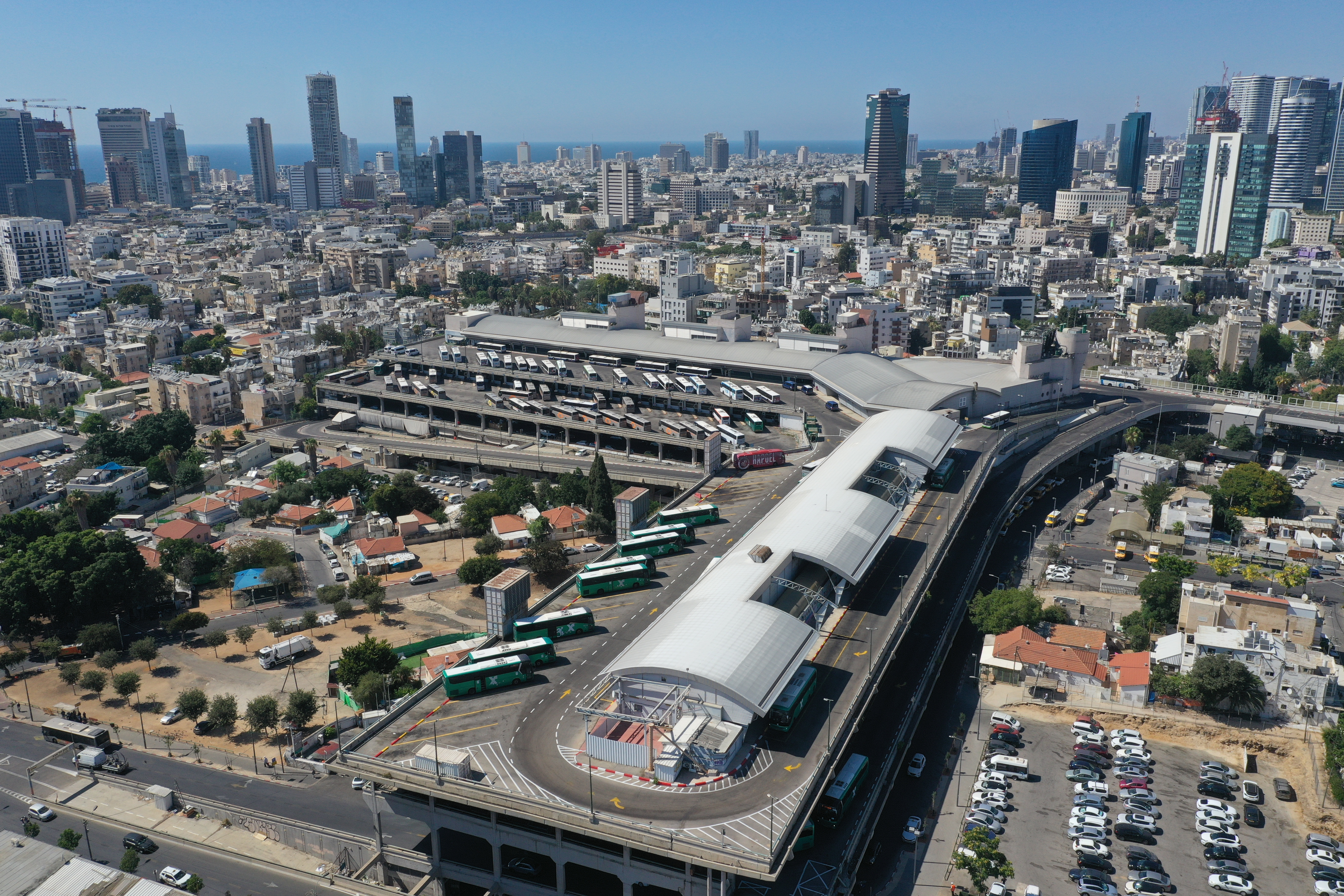
Ansicht des Busbahnhofs von oben

Die Tel Aviv Central Bus Station (hebräisch הַתַּחֲנָה הַמֶּרְכָּזִית הַחֲדָשָׁה Ha-Tachanah Ha-Merkasīt Ha-Chadaschah, deutsch ‚die Neue Zentrale Station‘) ist der Zentrale Omnibusbahnhof (ZOB) in Tel Aviv-Jaffa, Israel. Das von dem israelischen Architekten Ram Karmi 1967 geplante und 1993 eröffnete Verkehrsbauwerk beherbergt zudem ein 7-stöckiges Einkaufszentrum mit über 1.000 Ladengeschäften und Gastronomiebetrieben, 29 Rolltreppen und 13 Aufzügen. Bei der Eröffnung war es der größte Busbahnhof der Welt.
Der Neue ZOB löste den im Mai 1942 eröffneten Alten ZOB ab, den Werner Wittkower und Nachum Zelkind 800 m weiter nördlich im Rechov ha-Scharon Ecke Rechov ha-Schomron errichtet hatten. Am 5. Januar 2003 verübten Terroristen der al-ʿAqṣā Intifaḍa im Neuen ZOB einen Bombenanschlag, wodurch sie 23 Menschen töteten und über 100 verletzten.

## Filmdokumentationen
- Tomáš Elšík (Produzent & Regisseur), 2018, Central Bus Station [Film], Czech Republic, Frame films s.r.o.